# Klop (inslag)

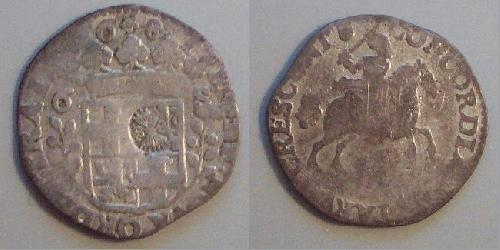
Een Utrechtse schelling (6 stuiver) geklopt met pijlenbundel ten teken dat deze munt voldeed aan de eisen met betrekking tot zilvergehalte en niet was afgewaardeerd naar 5½ stuiver.

Een klop (Engels: counterstamp, Frans: contremarque, Duits: Kontramarke, Gegenstempel) is in de numismatiek een kleine instempeling of inslag die meestal tot doel had de waarde of het omloopsgebied te veranderen. 

## Andere vakgebieden
Ook andere zaken dan munten werden geklopt. Zo werd Gouds laken voorzien van allerlei loodjes die de kwaliteit aangaven. Werd tijdens de bewerking een fout in een eerdere deelbewerking ontdekt, dan werd in een van die keurmerken een klop gezet die de aard van de tekortkoming aangaf. Zie Gouds lakenzegel. 